# Kähri
Kähri ist ein Dorf (estnisch küla) in der estnischen Landgemeinde Otepää (bis 2017 Puka) im Kreis Valga. Es liegt circa 30 km nordöstlich der estnisch-lettischen Grenzstadt Valga (Walk). Kähri hat 28 Einwohner (Stand 1. Januar 2021).
Im Jahr 1900 wurde in Kähri eine Kirche erbaut, die heute Kirche des Erzengels Michael heißt. Nach der Renovierung 1999 wurde sie neu eingeweiht. Bei der Kirche befindet sich ein Gedenkstein zum Nordischen Krieg.